# Вальявец, Тадей
Тадей Вальявец (словен. Tadej Valjavec; 13 апреля 1977, Крань, Словения) — словенский велогонщик. Участник трёх летних Олимпийских игр. Двукратный чемпион Словении по шоссейным велогонкам. В апреле 2011 года дисквалифицирован на 2 года за применение допинга.

## Спортивная биография

### Олимпийские игры
На летних Олимпийских играх Тадей Вальявец дебютировал в 2000 году в Сиднее. В групповой шоссейной гонке словенскому велогонщику не удалось добраться до финиша.
Через 4 года на играх в Афинах Вальявец на аналогичной дистанции показал 26 результат, отстав от победителя итальянца Паоло Беттини на 12 секунд.
На Олимпийских играх 2008 года в Пекине в групповой гонке занял 34 место с отставанием от чемпиона испанца Самуэль Санчес почти в 3 минуты.

### Профессиональная карьера
Первым крупным успехом молодого словенца стала победа в молодёжной версии Джиро д’Италия. После этого Вальявецу предложила контракт профессиональная итальянская велокоманда Fassa Bortolo. За 11 лет выступлений на крупных международных соревнованиях словенец сменил 5 команд, а также трижды входил в десятку в итоговой классификации многодневок Гранд Тура.

## Достижения
2002
1 место, Неделя Ломбардии
2003
 Чемпион Словении в групповой гонке
4 место, Тур Романдии
2007
 Чемпион Словении в групповой гонке
4 место, Париж — Ницца
3 место, Вуэльта Андалусии
2 место, Вуэльта Валенсии
2009
7 место Тур Швейцарии

## Выступления на супермногодневках
| Гранд Тур       | 2001 | 2002 | 2003 | 2004 | 2005 | 2006 | 2007 | 2008 | 2009 | 2010 | 2011 |
| --------------- | ---- | ---- | ---- | ---- | ---- | ---- | ---- | ---- | ---- | ---- | ---- |
| Джиро д’Италия  | 30   | -    | -    | 9    | 15   | 36   | -    | 13   | 8    | -    | -    |
| Тур де Франс    | -    | -    | -    | -    | -    | 17   | 19   | 10   | -    | -    | -    |
| Вуэльта Испании | -    | 18   | -    | 26   | -    | -    | -    | -    | 30   | -    | -    |

## Дисквалификация
В апреле 2011 года по решению CAS Вальявец был дисквалифицирован на 2 года за нарушение антидопинговых правил. Данные его биологического паспорта в 2009 году были признаны несоответствующими нормам. На основе этих данных специалисты пришли к выводу, что имело место применение спортсменом кровяного допинга.
Срок дисквалификации Вальявеца исчисляется с 20 января 2011 года. Результаты гонщика с 19 апреля по 30 сентября 2009 года аннулированы. Кроме того, он оштрафован на 52 тысячи евро.